# Frode Estil
Frode Estil, né le 31 mai 1972 à Sørli, est un fondeur norvégien. Spécialiste des courses de distance et des grands championnats, il remporte deux titres olympiques dont sur la poursuite à l'édition 2002 et quatre titres mondiaux dont un sur le cinquante kilomètres en 2005. Sur la Coupe du monde, il compte quatre succès personnels à son palmarès.

## Carrière
Estil représente les clubs Sørli IL, Lierne Il et Byåsen IL.
Spécialiste du style classique, il est quadruple médaillé aux Jeux olympiques dont deux fois titré en 2002 à Salt Lake City, d'abord à la poursuite où il bénéficie de la disqualification pour dopage de Johann Mühlegg vainqueur initial de la course, après avoir fini à égalité avec son compatriote Thomas Alsgaard (même après une photo-finish), puis en relais en compagnie de Kristen Skjeldal, Anders Aukland et Alsgaard.
Il y est aussi médaillé d'argent sur le quinze kilomètres classique, entouré par deux Estoniens Andrus Veerpalu (36 secondes devant) et Jaak Mae. Quatre ans plus tard, à Turin, il décroche une deuxième médaille d'argent sur la poursuite (15 km classique puis 15 km libre sur une course), battu au sprint par le Russe Eugeni Dementiev, alors que Estil avait rattrapé son retard après une chute qui lui a cassé un ski. Dementiev est quelques années plus tard convaincu de dopage, mais Estil ne souhaite pas imaginer que le Russe se soit dopé à Turin et est heureux de sa médaille, malgré des regrets sur une erreur tactique.
Il prend part à ses premiers championnats du monde en 1999 à Ramsau, où il se classe huitième du cinquante kilomètres classique. En 2001 à Lahti, il est tout proche de devenir champion du monde sur le trente kilomètres, arrivant deux dixièmes de seconde derrière Andrus Veerpalu. Il remporte son premier titre mondial sir le relais. Lors de l'édition 2003 à Val di Fiemme, il est de nouveau en or sur le relais et ajoute deux médailles de bronze à son total sur le quinze et le trente kilomètres.
En 2005 à Oberstdorf, il devient le premier champion norvégien du monde du 50 km depuis Gjermund Eggen en 1966, devant ses compatriotes Anders Aukland et Odd-Bjørn Hjelmeset, en utilisant son attaque typique sur la montée finale, après une  troisième victoire consécutive sur le relais et une médaille de bronze sur la poursuite (skiathlon). Lors des Championnats du monde 2007 à Sapporo, pour sa dernière course dans une compétition majeure, il gagne la médaille d'argent sur le cinquante kilomètres classique, seulement dominé au sprint par son compatriote Hjelmeset.
En Coupe du monde, il a concouru pour la première fois en 1995, marque ses premiers points en 1996 à Reit im Winkl dans un sprint (9e), la même saison où il remporte son premier relais à Oslo. Estil atteint son premier podium individuel en mars 1998 lors du 30 km classique de Lahti, avant de gagner en décembre 1999 à Davos sur ce même format de course. C'est en 2002, qu'il établit son meilleur classement général avec le cinquième rang, sans toutefois y gagner de course individuelle (3 podiums). Il goûte à nouveau à la victoire en fin d'année, lorsqu'il affiche le même meilleur temps qu'Anders Aukland sur le trente kilomètres à Cogne en Italie. En 2003-2004, il figure à la troisième place du classement des courses de distance, introduit cet hiver (il y a eu deux classements pour la distance il y a plusieurs saisons) et y obtient le plus de victoires avec deux succès, à Otepää et Lahti. Son compteur de victoires reste ensuite bloqué à quatre unités. En 2005, il est présent sur un seul podium à Otepää, mais son hiver est centré sur les Mondiaux, où il complète l'objectif de devenir champion du monde. En 2006, il est neuvième mondial et deuxième sur le trente kilomètres classique de Canmore.
Il quitte le circuit de la Coupe du monde à la fin de la saison 2006-2007, peu après une troisième place au cinquante kilomètres de Holmenkollen, avant de terminer sa carrière l'an suivant après avoir participé à quelques épreuves marathon dans la Worldloppet.

## Palmarès

### Jeux olympiques
| Épreuve / Édition     | Épreuve / Édition             | Salt Lake City 2002 | Turin 2006 |
| 15 km Classique       | 15 km Classique               | Argent              | 16e        |
| Poursuite             | 2 × 10 km                     | Or                  | -          |
| Poursuite             | 15 km classique + 15 km libre | -                   | Argent     |
| 50 km départ en masse | Classique                     | 9e                  | -          |
| 50 km départ en masse | Libre                         | -                   | 28e        |
| Relais 4 × 10 km      | Relais 4 × 10 km              | Or                  | -          |

### Championnats du monde
| Épreuve / Édition     | Épreuve / Édition             | Ramsau 1999 | Lahti 2001 | Val di Fiemme 2003 | Oberstdorf 2005 | Sapporo 2007 |
| 15 km                 | Classique                     |             | 6e         | Bronze             |                 |              |
| 15 km                 | Libre                         |             |            |                    |                 | 14e          |
| 30 km Classique       | 30 km Classique               |             | Argent     | Bronze             |                 |              |
| Poursuite             | 2 × 10 km                     |             |            | 12e                |                 |              |
| Poursuite             | 15 km classique + 15 km libre |             |            |                    | Bronze          | 17e          |
| 50 km départ en masse | Classique                     | 8e          |            |                    | Or              | Argent       |
| 50 km départ en masse | Libre                         |             |            | 29e                |                 |              |
| Relais 4 × 10 km      | Relais 4 × 10 km              |             | Or         | Or                 | Or              |              |

### Coupe du monde
- Meilleur classement général : 5e en 2002.
- 20 podiums individuels :4 victoires, 7 deuxièmes places et 9 troisièmes places.
- 16 podiums en épreuve par équipes : 9 victoires, 3 deuxièmes places et 4 troisièmes places.

#### Victoires individuelles
| Numéro | Date             | Lieu   | Discipline                                                           |
| ------ | ---------------- | ------ | -------------------------------------------------------------------- |
| 1      | 18 décembre 1999 | Davos  | 30 km classique                                                      |
| 2      | 14 décembre 2002 | Cogne  | 30 km classique avec départ en masse (à égalité avec Anders Aukland) |
| 3      | 10 janvier 2004  | Otepää | 30 km classique avec départ en masse                                 |
| 4      | 7 mars 2004      | Lahti  | 15 km classique                                                      |

#### Différents classements en Coupe du monde
| Année     | Classement général final | Classement distance | Classement sprint |
| 1995-1996 | 42e                      |                     |                   |
| 1996-1997 | 63e                      |                     | 48e               |
| 1997-1998 | 12e                      |                     | 18e               |
| 1998-1999 | 19e                      |                     | 18e               |
| 1999-2000 |                          |                     | 32e               |
| 2000-2001 | 8e                       |                     |                   |
| 2001-2002 | 5e                       |                     | 39e               |
| 2002-2003 | 6e                       |                     | 58e               |
| 2003-2004 | 6e                       | 3e                  |                   |
| 2004-2005 | 25e                      | 14e                 |                   |
| 2005-2006 | 9e                       | 4e                  |                   |
| 2006-2007 | 10e                      | 5e                  |                   |

### Championnats de Norvège
Il remporte trois titres individuels de champion de Norvège :
- 50 kilomètres en 1999.
- Skiathlon en 2005 et 2007[1].

## Distinctions
Il est élu sportif norvégien de l'année 2001.
En 2007, il reçoit la Médaille Holmenkollen, en même temps que Odd-Bjørn Hjelmeset.